# Bogdanovac, Babušnica
Bogdanovac (izvirno srbsko Богдановац) je naselje v Srbiji, ki upravno spada pod Občino Babušnica; slednja pa je del Pirotskega upravnega okraja.

## Demografija
V naselju živi 165 polnoletnih prebivalcev, pri čemer je njihova povprečna starost 66,0 let (64,5 pri moških in 67,7 pri ženskah). Naselje ima 92 gospodinjstev, pri čemer je povprečno število članov na gospodinjstvo 1,85.
To naselje je popolnoma srbsko (glede na rezultate popisa iz leta 2002).
|  |

| Demografija | Demografija     | Demografija     |
| Leto        | Št. prebivalcev | Št. prebivalcev |
| ----------- | --------------- | --------------- |
|             |                 |                 |
|             |                 |                 |
|             |                 |                 |
|             |                 |                 |
| 1948        | 1253            |                 |
| 1953        | 1213            |                 |
| 1961        | 1104            |                 |
| 1971        | 846             |                 |
| 1981        | 515             |                 |
| 1991        | 304             | 304             |
| 2002        | 170             | 170             |
|             |                 |                 |

| Etnična sestava po popisu iz leta 2002 | Etnična sestava po popisu iz leta 2002 | Etnična sestava po popisu iz leta 2002 | Etnična sestava po popisu iz leta 2002 | Etnična sestava po popisu iz leta 2002 |
| -------------------------------------- | -------------------------------------- | -------------------------------------- | -------------------------------------- | -------------------------------------- |
| Srbi                                   | Srbi                                   |                                        | 170                                    | 100,0%                                 |
| Neznano                                | Neznano                                |                                        | 0                                      | 0,0%                                   |